# Kufstein (stacja kolejowa)
Kufstein – stacja kolejowa w Kufstein, w kraju związkowym Tyrol, w Austrii. Znajdują się tu 3 perony.